# Kinakål
Kinakål, også kaldet kinesisk kål (Brassica rapa subsp. pekinensis) er en af mange sorter af arten Brassica rapa i korsblomst-familien. Kinakål har kraftige, gulgrønne blade, der i spidsen er krusede. Bladene danner et cylindrisk hoved og er sprøde med en mild kålsmag.
Planten stammer oprindeligt fra Kina. I Europa begyndte dyrkningen i Østrig og Schweiz i 1900-tallet.
Kinakål bruges i salater og er den vigtigste ingrediens i den koreanske nationalret kimchi.